# 区域全面经济伙伴关系协定
区域全面经济伙伴关系协定（英語：Regional Comprehensive Economic Partnership）是由东南亚国家联盟十国发起，由中华人民共和国（不包括香港、澳門）、日本、韩国、澳大利亚、新西兰等与東盟有自由貿易協定的五方共同参加，共计15个缔约方所构成的高级自由貿易协定。此协议也向其他外部经济体开放，比如中亚、南亚及大洋洲其他經濟體。RCEP旨在通过削减关税及非关税壁垒，建立统一市场的自由贸易协定。经批准生效后，“各成员之间关税减让以立即降至零关税、10年内降至零关税的承诺为主”。
2019年11月4日，谈判完成，但印度中途退出。2020年11月15日，15个RCEP缔约方正式簽署協定。由此，该协定超越歐盟自由貿易区成為世界上最大自由貿易經濟體系。
截至2021年11月2日，已有6个东盟成员缔约方和4个非东盟成员缔约方向东盟秘书长正式提交核准书，标志协定满足生效条件（6个东盟成员缔约方和3个非东盟成员缔约方核准），根据协定规定，RCEP将在达到协定生效门槛六十天后的2022年1月1日开始生效。因韩国在2021年12月2日才批准该协定，该协定在韩国的生效日期为2022年2月1日；因马来西亚在2022年1月17日交存核准书，该协定在马来西亚的生效日期为2022年3月18日；因印度尼西亚在2022年11月3日交存核准书，该协定在印度尼西亚的生效日期为2023年1月2日。
2022年1月1日，协议正式生效，由此该协定超越欧洲联盟，成为目前世界最大的自由贸易协议。
2023年6月2日起，RCEP对菲律宾正式生效后，全部15个成员均完成生效程序，并相互实施关税减让。

## 历史

### 初期磋商
2011年11月第十九届东盟峰会上，亚洲已经开始计划另外一个区域型合作。这个区域型合作被称作為东南亚区域全面经济伙伴协定（RCEP）。
2012年8月底，在第四十四届东盟经济部长会议及相关会议上，10个东盟国家和6个伙伴国的经济部长一致同意在2012年底之前开始16国间的自由贸易协定——东南亚区域全面经济伙伴协定（RCEP）谈判工作。2012年11月，在第21届东盟峰会上，各国领导签署RCEP框架并且宣布谈判开始。
2013年5月，RCEP16个参与方的政府官员在文莱开始基于细节的谈判，并致力于在2015年底之前结束谈判。2013年9月23日至27日，在澳大利亚举行的第二轮RCEP谈判进展顺利。代表团主要专注于商品、服务和投资贸易。根据RCEP指导条款，他们也涉及到经济和科技合作、竞争、知识产权、解决分歧以及其他事务。
2014年1月20日至24日，在区域全面经济伙伴协定第三轮谈判期间，16个参与方大量交换意见，希望能在2015年年底前达成结束谈判的目标。谈判议定：（1）继续专注于商品，服务和投资贸易。在商品贸易方面，参与方关于关税程序，免税措施，技术法规、标准与合格评定（STRACAP），卫生与动物检疫措施（SPS）以及海关手续和贸易便利化（CPTF）和原产地规范（ROO）展开了建设性的讨论。在服务业方面，参与方讨论了RCEP服务章程的结构与组成，市场准入的利益方面和一系列特殊的事项。在投资方面，参与方之间交换了投资程序意见以及进一步商议了RCEP投资章程细节方面。（2）为了提前大范围领域事项的谈判，建立了知识产权保护、竞争、经济和技术合作、分歧解决四个工作领域，一些代表在在某些参与方感兴趣的特定领域做了表述。在回合谈判的同时，有两个研讨会展开。马来西亚和日本组织了一场知识产权保护的研讨会，对在知识产权保护方面的各领域事项和知识产权保护如何进一步支持贸易和投资进行了讨论。澳大利亚组织了关于贯穿服务业和投资方面的研讨会。参与方在这些事项上进行了良好的谈判。
2014年4月，第四轮RCEP谈判在廣西南寧举行。RCEP谈判计划預計在2015年年末结束。2016年10月，第15轮RCEP谈判在天津舉行，重點是劃定貨物，服務和投資貿易的市場准入，以及原產地規則，知識產權，競爭和電子商務。關於經濟和技術合作的章節已經完成，部長們說，這是一個有希望的發展，可以為會談注入更多的動力，並幫助解決RCEP成員之間的發展差距。2016年10月，RCEP各方部長在菲律賓宿霧市舉行了一次閉會期間部長級會議，審查迄今取得的進展，以及在短期內可能需要採取什麼步驟來完成這項協議。2016年11月，RCEP部长级会议强调了以一揽子解决的方法迅速结束谈判。2022年8月24日，RCEP成员国粤商联盟成立大会在广东省江门市大广海湾经济区举行。会议促进RCEP区域成员国与广东省的贸易投资合作。

### 关键推进
| 轮数 | 时间                   | 地点                                      |
| ---- | ---------------------- | ----------------------------------------- |
| 1    | 2013年5月9日至13日     | 斯里巴加湾市                              |
| 2    | 2013年9月24日至27日    | 布里斯班                                  |
| 3    | 2014年1月20日至1月24日 | 马来西亚吉隆坡                            |
| 4    | 2014年3月31日至4月4日  | 中华人民共和国廣西南寧                    |
| 5    | 2014年6月17日至27日    | 新加坡                                    |
| 6    | 2014年12月1日至4日     | 印度                                      |
| 7    | 2015年2月9日至13日     | 泰國                                      |
| 8    | 2015年6月8日至13日     | 日本京都                                  |
| 9    | 2015年8月3日至7日      | 緬甸                                      |
| 10   | 2015年10月12日至16日   | 釜山                                      |
| 11   | 2016年2月15日至19日    | 吉隆坡                                    |
| 12   | 2016年4月24日至29日    |                                           |
| 13   | 2016年6月12日至18日    | 新西兰                                    |
| 14   | 2016年8月15日至19日    | 越南                                      |
| 15   | 2016年10月17日至20日   | 中华人民共和国天津                        |
| 16   | 2016年12月10日至6日    | 印度尼西亞                                |
| 17   | 2017年2月21日至3月3日  | 日本神户                                  |
| 18   | 2017年5月2日至12日     | 菲律賓马尼拉                              |
| 19   | 2017年7月17日至28日    | 印度海德拉巴                              |
| 20   | 2017年10月24日至28日   | 仁川                                      |
| 21   | 2018年2月5日至9日      | 印度尼西亞日惹                            |
| 22   | 2018年4月28日至5月8日  | 新加坡                                    |
| 23   | 2018年7月17日至27日    | 泰國曼谷                                  |
| 24   | 2018年10月18日至27日   | 新西兰奥克兰                              |

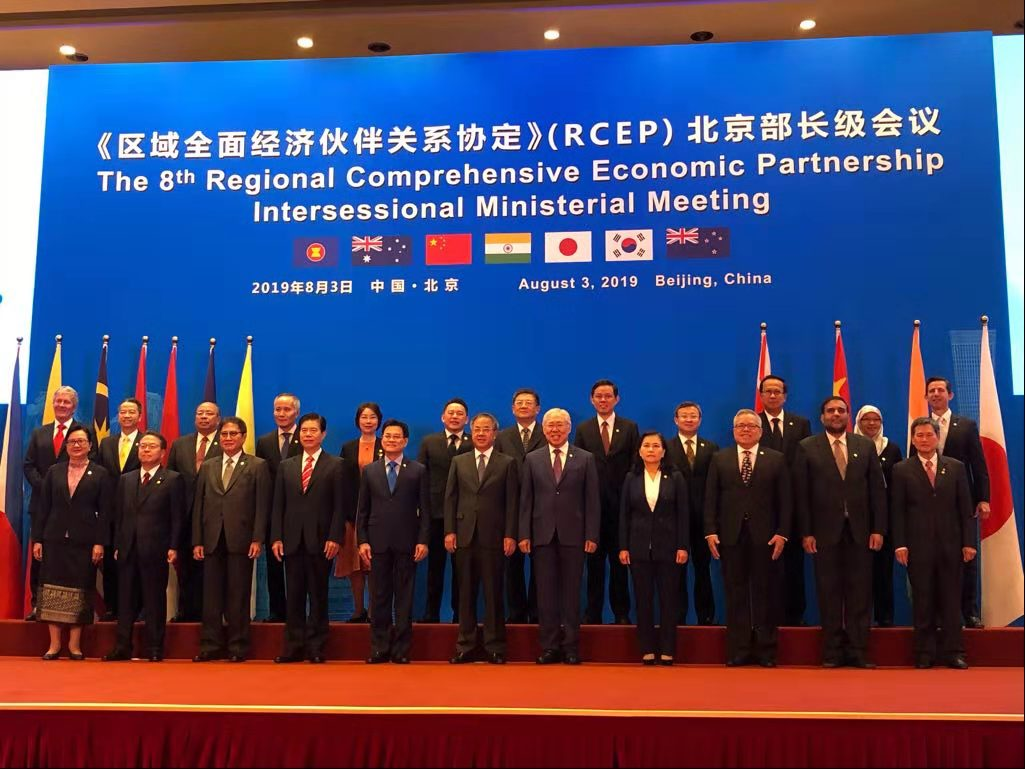
2019年8月3日，各方在北京举行RCEP部长级会谈

| 25   | 2019年2月18日至28日    | 印度尼西亞巴厘岛                          |
| 26   | 2019年6月22日至7月3日  | 墨尔本                                    |
| 27   | 2019年7月22日至31日    | 中华人民共和国河南郑州                    |
| 28   | 2019年9月19日至27日    | 越南岘港                                  |
| 29   | 2020年4月20日至24日    | 因2019冠状病毒病疫情 改为视频会议进行谈判 |
| 30   | 2020年5月15日至20日    | 因2019冠状病毒病疫情 改为视频会议进行谈判 |
| 31   | 2020年7月9日           | 因2019冠状病毒病疫情 改为视频会议进行谈判 |

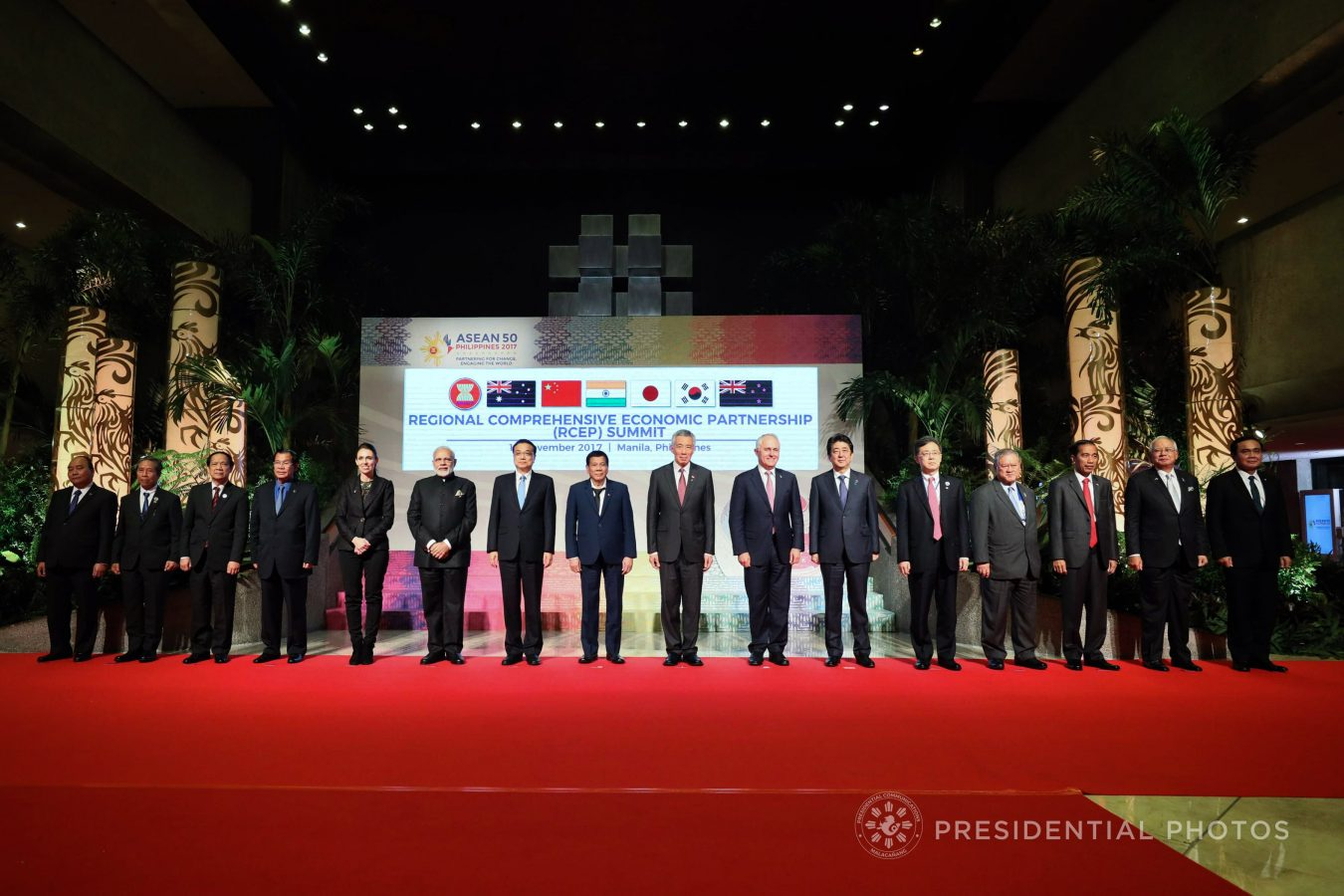
2017年11月14日，RCEP领导人峰会合影，这是五年磋商来首次领导人会议

2017年区域全面经济伙伴关系协定谈判进入攻坚阶段。2017年2月21日至3月3日，区域全面经济伙伴关系协定第17轮谈判在日本神户举行，同时举行了货物、服务、投资、知识产权、电子商务、法律与机制问题工作组会议。各方进一步努力，加紧推进货物、服务、投资三大核心领域市场准入问题和各领域案文磋商，推动谈判进入更加实质性的阶段。同年5月2日至12日，第18轮谈判在菲律宾马尼拉举行，各方就货物、服务、投资和规则领域深入磋商。其间举行第三次部长级会间会并发布联合媒体声明重申，将按照《区域全面经济伙伴关系协定谈判指导原则与目标》的要求，实现领导人关于迅速结束区域全面经济伙伴关系协定谈判的目标。7月17日至28日，区域全面经济伙伴关系协定在印度海德拉巴举行第19轮谈判。各方继续就货物、服务、投资和规则领域展开深入磋商。9月10日，在菲律宾马尼拉举行第五次成员国经贸部长会议，与会部长发布联合媒体声明重申，即迅速地将政治承诺转化为实际行动，必要时扩大授权。10月24日至28日，第20轮谈判在韩国仁川举行，讨论并形成了拟向领导人提交的联合评估报告草案。11月14日，区域全面经济伙伴关系协定领导人会议在菲律宾马尼拉举行，会后发表的联合声明强调，区域全面经济伙伴关系协定有助于经济一体化和实现包容性增长，敦促各方代表加紧磋商以早日达成协定。这是五年磋商来首次领导人会议。
2018年2月5日至9日，各方在印度尼西亚日惹召开第21轮谈判，就货物、服务、投资和相关议题展开磋商。4月28日至5月8日，各方在新加坡召开第22轮谈判。7月17日至27日，第23轮磋商在泰国曼谷举行。10月18日至27日，第24轮会谈在新西兰奥克兰举行。
2019年2月18日至28日，第25轮磋商在印度尼西亚举行。3月2日，各方在柬埔寨举行部长级会谈，并决定加速推进会谈在年底前完成主要磋商。7月3日，第26轮磋商在澳大利亚墨尔本举行。2019年7月22日至31日，第27轮磋商在河南郑州举行。8月2日至3日，各方在北京举行部长级会谈。9月19日至27日，第28轮磋商在越南岘港举行。2019年10月31日之11月3日，第三次RCEP峰会在泰国举行，与此同时也是第35届东盟峰会。11月4日，印度外交部副部长维贾伊·塔库尔·辛格接受彭博社訪問時表示，印度總理莫迪基於保護印度勞工與農民，決定暂不加入RCEP。中方和日方对印度予以挽留，并表示等待印度再次加入。同日，RCEP主体談判已经完成，除印度以外的15方均同意RCEP的现有条款。
受2019冠状病毒病疫情影响，各国交通和经济受到冲击。2020年4月20日至24日，第29轮磋商以视频方式举行。4月30日，各方形成协议草案。5月15日至20日，各方举行第30轮磋商，并以视频方式举行。6月23日，各方部长级会谈也以视频方式举行。各方再次表达了签订协议的强烈意愿，并决定在11月内的RCEP峰会上签署协定。7月9日，各方举行第31轮视频磋商。8月27日，第八届RCEP部长级会议举行，期间各方部长签署联合声明，对协议磋商进度表示高度评价，并再次欢迎印度加入。10月14日，第11轮部长间会议以视频方式举行。

### 签署生效
2020年11月15日，RCEP第四次领导人峰会举行。在2020年东盟轮值国主席、越南政府总理阮春福主持下正式簽署，中華人民共和国国务院总理李克强、日本首相菅義偉、韩国总统文在寅等其他签署国领导人亦有出席签署仪式。这是自印度退出协议谈判后，剩余15国在没有印度的情况下签署协议。不过RCEP保留了印度对于该协议的谈判进度，各RCEP成员也在签署后发表的「區域全面經濟夥伴關係協定領導人會議共同宣言」中再次呼吁印度重新加入该协议。印度政府官员表示，不会重新加入该协议。另据印度《经济时报》在11月17日的报道，印度官员称目前将重点放在与美国和欧盟的经济协定。
| 签署人     | 签署人                       | 签署人        | 签署人 | 签署人                       | 签署人      | 签署人   | 签署人                           | 签署人        |
| 国家       | 经贸部长                     | 姓名          | 国家   | 经贸部长                     | 姓名        | 国家     | 经贸部长                         | 姓名          |
| ---------- | ---------------------------- | ------------- | ------ | ---------------------------- | ----------- | -------- | -------------------------------- | ------------- |
| 汶萊       | 文莱财政与经济部第二部长     | 刘光明        | 缅甸   | 缅甸投资与对外经济关系部部长 | 吴当吞      | 澳大利亚 | 澳大利亚贸易、旅游和投资部部长   | 西蒙·伯明翰   |
| 柬埔寨     | 柬埔寨商务部国务秘书         | Sok Sopheak   | 菲律宾 | 菲律宾贸易与工业部部长       | 拉蒙·洛佩斯 | 中国     | 中华人民共和国商务部部长         | 钟山          |
| 印度尼西亚 | 印度尼西亚贸易部部长         | 阿古斯        | 新加坡 | 新加坡贸易和工业部部长       | 陈振声      | 日本     | 日本经济产业大臣                 | 梶山弘志      |
| 老挝       | 老挝工业商务部部长           | 开玛妮·奔舍那 | 泰国   | 泰国商务部部长               | 林明利      | 大韩民国 | 韩国产业通商资源部通商交涉本部长 | 俞明希        |
| 马来西亚   | 马来西亚国际贸易及工业部部长 | 阿兹敏阿里    | 越南   | 越南工贸部部长               | 陈俊英      | 新西兰   | 新西兰贸易部部长                 | 达米安·奥康纳 |

2021年11月2日，协定保管机构东盟秘书处发布通知，宣布文莱、柬埔寨、老挝、新加坡、泰国、越南等6个东盟成员和中华人民共和国、日本、新西兰、澳大利亚等4个非东盟成员已向东盟秘书长正式提交核准书，满足协定生效条件（6个东盟成员缔约方和3个非东盟成员缔约方核准）根据协定规定，RCEP将于2022年1月1日对上述十方开始生效，由此该协定超越欧洲联盟，成为目前世界上最大的自由贸易协议。
韩国则因为较晚批准该协定，因此该协定在韩国的生效日期为2022年2月1日。
马来西亚则因为较晚批准该协定，因此该协定在马来西亚的生效日期为2022年3月18日。
2022年5月1日，该协定在中缅之间生效实施。
印度尼西亚则因为较晚批准该协定，因此该协定在印度尼西亚的生效日期为2023年1月2日。
2023年2月21日，菲律宾国会参议院批准RCEP核准书。随后菲律宾将向东南亚国家联盟秘书处提交核准书。RCEP将在核准书提交60天后正式对菲律宾生效。

### RCEP高级会议
| 区域全面经济伙伴关系协定（RCEP）领导人会议 | 区域全面经济伙伴关系协定（RCEP）领导人会议 | 区域全面经济伙伴关系协定（RCEP）领导人会议 | 区域全面经济伙伴关系协定（RCEP）领导人会议                                        |
| 序号                                       | 日期                                       | 国家                                       | 举办地                                                                            |
| ------------------------------------------ | ------------------------------------------ | ------------------------------------------ | --------------------------------------------------------------------------------- |
| 1                                          | 2017年11月14日                             | 菲律賓                                     | 马尼拉                                                                            |
| 2                                          | 2018年11月14日                             | 新加坡                                     | 新加坡                                                                            |
| 3                                          | 2019年11月4日                              | 泰國                                       | 曼谷                                                                              |
| 4                                          | 2020年11月15日                             | 越南                                       | 原定于越南河内； 因2019冠状病毒病疫情，改为视频会议，主持人为越南政府总理阮春福。 |

## 协定框架
RCEP共有20個章節以及3個附件，規範了貨物貿易、服務貿易以及其他貿易相關等三個領域。

### 目标
与在2012年11月份的RCEP领导关于开始谈判的联合声明和在2012年8月30日在部长级会议签署的谈判指导原则和目标一致。RCEP谈判将以以下几点为目标：
1. 建立一个现代的，综合的，高质量的和共同利益经济伙伴合作关系，在本区域建成一个开放型贸易和投资的环境以加快区域贸易和投资的扩展并且有利于全球经济增长和发展。
2. 基于本地区已有的经济纽带，促进经济增长以及经济均衡发展，加强先进的经济合作，通过RCEP扩大并且深化本区域的经济整合。[73]

2020年11月15日签署的《区域全面经济伙伴关系协定》第一章指出，RCEP各缔约方的目标是“共同建立一个现代、全面、高质量以及互惠共赢的经济伙伴关系合作框架，以促进区域贸易和投资增长，并为全球经济发展作出贡献”。

### 貨物貿易
RCEP規定各成员將在十年內取消90%以上货物的關稅，其中主要产品在協議生效時关税税至零。
RCEP採用「原产地累积原则」，即单一产品可在RCEP成员间累积价值以满足最终出口产品增值40%的原产地标准，从而享受到优惠关税。
RCEP達成了貨貿便利化的許多規定，比如海关程序、检验检疫、技术标准等。同時也規範了非关税保護措施，比如实行关税自由化基于优惠的市场准入、特定货物的临时免税入境、取消农业出口补贴、及全面取消数量限制、进出口许可程序管理以及与进出口相关的费用和手续等方面。
根据中国同RCEP各成员的零关税关系为例，目前中国对东盟十国、澳大利亚、新西兰承诺的最终零关税税目比例均为90%左右。除老挝、柬埔寨、缅甸3个最不发达国家之外，其余东盟成员国、澳大利亚、新西兰对中国承诺之相应比例略高于中国承诺之比例。中国对日本、韩国承诺的最终关税税目比例均为86%，日韩两个对中国承诺值比例则分别为88%及86%。RCEP协定生效后，将进一步推动关税比例下降。根据企业关注的具体享惠产品而言。以几个东盟主要国家为例，如印尼在原有的中国-东盟自贸协定基础上，就加工水产品、化妆品、塑料、橡胶、箱包服装鞋靴、大理石、玻璃、钢铁制品、发动机、电视、汽车及零部件、摩托车等对中国取消关税。马来西亚进一步就加工水产品、可可、棉纱及织物、化纤、不锈钢、部分工业机械设备及零部件、汽车、摩托车等对中国开放市场。菲律宾进一步就医药产品、塑料及其制品、化纤及织物、服装、纺织品、鞋、玻璃及其制品、钢铁制品、发动机零件、空调、洗衣机等机电产品、汽车及零部件等给予中国零关税待遇。中国也在原有中国-东盟自贸协定基础上，就菠萝罐头、菠萝汁、椰子汁、胡椒、柴油、部分化工品、纸制品、部分汽车部件等对东盟开放市场。

### 服务贸易和投资
RCEP規定缔约各方取消服務貿易的各種限制，比如市场准入承诺表、国民待遇原則、最惠国待遇、当地存在、国内法规等规则、採用负面清单方式进行市场准入等。
在金融領域部分，RCEP規定了建立金融體系例外条款、金融监管透明度义务、不得阻止开展业务信息转移或处理。附件亦规定缔约各方可通过磋商方式讨论解决国际性收支问题或可能升级为国际性收支危机的情况。
- 自然人临时移动方面，为促进各类贸易投资活动，各方承诺对于区域内各国的投资者、公司内部流动人员、合同服务提供者、随行配偶及家属等各类商业人员，在符合条件的情况下，可获得一定居留期限，享受签证便利。与以往协定相比，RCEP将承诺适用范围扩展至所有可能跨境流动的自然人类别，总体水平均基本超过各成员在现有自贸协定中的承诺水平，具有很高的政策透明度。
- 投资方面，RCEP对原有“东盟‘10+1’自由贸易协定”的投资规则进行整合和升级，包括承诺最惠国待遇、禁止业绩要求、采用负面清单模式做出非服务业领域市场准入承诺并使用棘轮机制（即未来自由化水平不得发生倒退）；投资便利化部分还包括争端预防和外商投诉的协议解决，亦附有各方投资及不符合措施之承诺表。[72]

### 贸易相关之领域
- 知识产权：RCEP为区域内各缔约方提供了保护和促进方案，其内容包涵著作权、商标、地理标志、专利、外观设计、遗产资源、传统知识和民间文艺、反不正当竞争、知识产权执法、合作、透明度、技术援助等领域，整体相较《与贸易有关的知识产权协定》有所加强。
- 电子商务：RCEP要求缔约各方为电子商务创造有利环境，保护电子商务用户的个人信息，为在线消费者提供保护，并针对非邀商业电子信息加强见过，针对并非要邀商业电子信息加强监管和合作；针对计算机设施位置、通过电子方式跨境传输信息提供相关措施，并设立监督政策空间。缔约方亦同意根据WTO部长级会议的决定，维持当前不对电子商务征收税务之做法。
- 竞争：RCEP规定缔约方有义务建立或维持法律及机构，以禁止限制竞争的活动，同时承认缔约方拥有制定和行使本国竞争法的主权权利，允许基于公共政策或公共利益的排除或豁免。
- 中小企业：RCEP强调各缔约方应当贡献协定框架内涉及中小企业的信息包括协定内容、与中小企业相关的贸易和投资领域的法律法规，以及其他中小企业参与协定并从中受益的其他商务相关信息。

## 成员
| 成員名称                                                                     | 人口          | 面积 （平方公里 ㎞²） | 名义GDP （百万美元） | 人均名义GDP （以美元计价） | 购买力平价GDP （百万美元） | 购买力平价人均GDP （以美元计价） | 人类发展指数 | 主体法定货币         | 签署协议时的领导人                                                                              | 批准/核准情况 批准/核准机关                                                                                        |
| ---------------------------------------------------------------------------- | ------------- | --------------------- | -------------------- | -------------------------- | -------------------------- | -------------------------------- | ------------ | -------------------- | ----------------------------------------------------------------------------------------------- | --- |
| 已经签署RCEP协定的成員                                                       |               |                       |                      |                            |                            |                                  |              |                      |                                                                                                 | |
| · 澳大利亚联邦 · Commonwealth of Australia                                   | 24,419,900    | 7,692,024             | 1,482,282            | 55,215                     | 1,296,075                  | 50,817                           | 0.938        | 澳大利亚元 （AUD）   | 君主：伊丽莎白二世 总督：大卫·赫利 总理：斯科特·莫里森                                          | 2021年10月21日议会批准 2021年10月25日总督御准 2021年11月2日交存核准书                                              |
| · 文莱达鲁萨兰国 · نڬارا بروني دارالسلام / Negara Brunei Darussalam          | 417,200       | 5,765                 | 11,991               | 28,740                     | 33,756                     | 76,567                           | 0.845        | 文莱元 （BND）       | 苏丹兼国家元首及首相：哈桑纳尔·博尔基亚                                                         | 2021年10月11日交存核准书                                                                                           |
| 柬埔寨 · 柬埔寨王国 · ព្រះរាជាណាចក្រកម្ពុជា                                           | 15,626,444    | 181,035               | 24,307               | 1,308                      | 69,884                     | 4,022                            | 0.581        | 柬埔寨瑞尔 （KHR）   | 国王：诺罗敦·西哈莫尼 首相：洪森                                                                | 2021年9月10日柬埔寨国民议会批准 2021年9月20日柬埔寨参议院批准 2021年10月15日国王公布                               |
| 中國 · 中華人民共和國 · （仅限中国内地省区）                                 | 1,382,580,000 | 9,596,961             | 14,342,903           | 10,262                     | 25,102,916                 | 18,158                           | 0.758        | 人民币 （CNY）       | 中共中央总书记、国家主席及中央军委主席：习近平 国务院总理：李克强                               | 2021年3月8日 中华人民共和国国务院核准 2021年4月15日交存核准书                                                      |
| 印度尼西亞 · 印度尼西亚共和国 · Republik Indonesia                           | 263,510,000   | 1,910,931             | 1,092,138            | 3,895                      | 3,481,107                  | 12,432                           | 0.707        | 印尼盾 （IDR）       | 总统：佐科·维多多                                                                               | 2022年8月30日印尼国会批准 2022年11月3日交存核准书                                                                  |
| 日本 · 日本国 ·                                                              | 126,760,000   | 377,930               | 5,063,129            | 38,281                     | 5,545,884                  | 42,860                           | 0.915        | 日元 （JPY）         | 天皇：德仁 内阁总理大臣：菅义伟                                                                 | 2021年2月24日内阁会议通过 2021年4月15日日本众议院批准 2021年4月28日日本参议院批准 2021年6月25日交存核准书          |
| · 老挝人民民主共和国 · ສາທາລະນະລັດ ປະຊາທິປະໄຕ ປະຊາຊົນລາວ                        | 6,492,400     | 236,800               | 18,674               | 2,051                      | 69,884                     | 28,636                           | 0.604        | 基普 （LAK）         | 人革党中央总书记及国家主席：本扬·沃拉吉 政府总理：通伦·西苏里                                   | 2021年10月21日批准 同日交存核准书                                                                                  |
| 马来西亚 · Malaysia ·                                                        | 32,019,500    | 330,803               | 336,330              | 9,623                      | 53,626                     | 6,360                            | 0.804        | 马来西亚令吉 （MYR） | 最高元首：苏丹阿都拉 首相：穆希丁·雅辛                                                          | 2022年1月17日递交核准书                                                                                            |
| 緬甸 · 缅甸联邦共和国 · ပြည်ထောင်စု သမ္မတ မြန်မာနိုင်ငံတော်                                   | 54,836,000    | 676,578               | 74,002               | 1,374                      | 362,969                    | 38,706                           | 0.584        | 缅元 （MMK）         | 总统：温敏 国务资政：昂山素季                                                                   | 虽然2021年受到缅甸軍事政變的影响，但是政变后的缅甸军政府也於2021年5月向東盟秘書長提交了核准書                      |
| 新西兰 · New Zealand · Aotearoa                                              | 4,786,710     | 270,467               | 215,172              | 41,107                     | 195,103                    | 38,706                           | 0.921        | 新西兰元 （NZD）     | 君主：伊丽莎白二世 总督：帕齐·雷迪 总理：杰辛达·阿德恩                                          | 2021年10月21日议会批准 2021年10月27日总督御准 2021年11月2日交存核准书                                              |
| 菲律賓 · 菲律宾共和国 · Republika ng Pilipinas · Republic of the Philippines | 103,874,000   | 300,000               | 357,792              | 3,102                      | 951,224                    | 8,270                            | 0.712        | 菲律宾比索 （PHP）   | 总统：罗德里戈·杜特尔特                                                                         | 2021年9月2日，菲律宾总统罗德里戈·杜特尔特批准该协议 2023年2月21日，菲律宾参议院完成批准程序 2023年4月3日交存核准书 |
| 新加坡 · 新加坡共和国 · Republic of Singapore · Republik Singapura ·         | 5,607,300     | 719                   | 316,872              | 51,431                     | 537,447                    | 90,724                           | 0.935        | 新加坡元 （SGD）     | 总统：哈莉玛·雅各布 总理：李显龙                                                                | 2021年4月9日完成核准 已交存核准书                                                                                  |
| · 大韩民国 · 대한민국                                                        | 51,446,201    | 100,210               | 1,597,392            | 29,114                     | 2,127,164                  | 39,446                           | 0.906        | 韩元 （KRW）         | 总统：文在寅 国务总理：丁世均                                                                   | 2021年12月2日韩国国会批准 2021年12月3日交存核准书                                                                  |
| 泰國 · 泰王国 · ราชอาณาจักรไทย                                                | 68,298,000    | 513,120               | 466,623              | 6,265                      | 1,296,095                  | 17,749                           | 0.765        | 泰铢 （THB）         | 国王：玛哈·哇集拉隆功 总理：巴育·占奥差                                                         | 2021年2月9日泰国立法议会批准 2021年10月28日交存核准书                                                              |
| 越南 · 越南社会主义共和国 · Cộng hòa xã hội chủ nghĩa Việt Nam               | 96,208,984    | 331,699               | 340,602              | 3,498                      | 1,016,475                  | 10,537                           | 0.693        | 越南盾 （VND）       | 越共中央总书记、国家主席及中央军委书记：阮富仲 政府总理：阮春福                                 | 已交存核准书 |
| RCEP协定中特别声明未来可加入协定的成員                                       |               |                       |                      |                            |                            |                                  |              |                      |                                                                                                 | |
| 印度 · 印度共和国 · Republic of India · भारत गणराज्य · Bhārat Gaṇarājya         | 1,378,100,000 | 3,287,263             | 2,935,570            | 2,134                      | 9,448,659                  | 6,658                            | 0.647        | 印度卢比 （INR）     | 印度于2019年11月4日退出谈判，因此未签署此协定。如果未来重新签署，签署时的国家领导人可能会有变动 | 未签署协定 |

| 成员组                                                     | 成員列表                                                                | 已申请加入RCEP协定的潜在成员       |
| ---------------------------------------------------------- | ----------------------------------------------------------------------- | ---------------------------------- |
| 东南亚国家联盟全体成员 （已全部签署区域全面经济伙伴协定）  | - 柬埔寨 - 印度尼西亞 - 马来西亚 - 緬甸 - 菲律賓 - 新加坡 - 泰國 - 越南 | - 香港特別行政區 - 斯里蘭卡 - 智利 |
| 东盟十加三全体成员 （已全部签署区域全面经济伙伴协定）      | - 中华人民共和国（协定仅在中国内地生效） - 日本                         | - 香港特別行政區 - 斯里蘭卡 - 智利 |
| 东盟十加六成员 · （仅 与 新西兰 签署区域全面经济伙伴协定） | - 新西兰 - 印度（于2019年11月4日退出谈判，因此未签署此协定）            | - 香港特別行政區 - 斯里蘭卡 - 智利 |

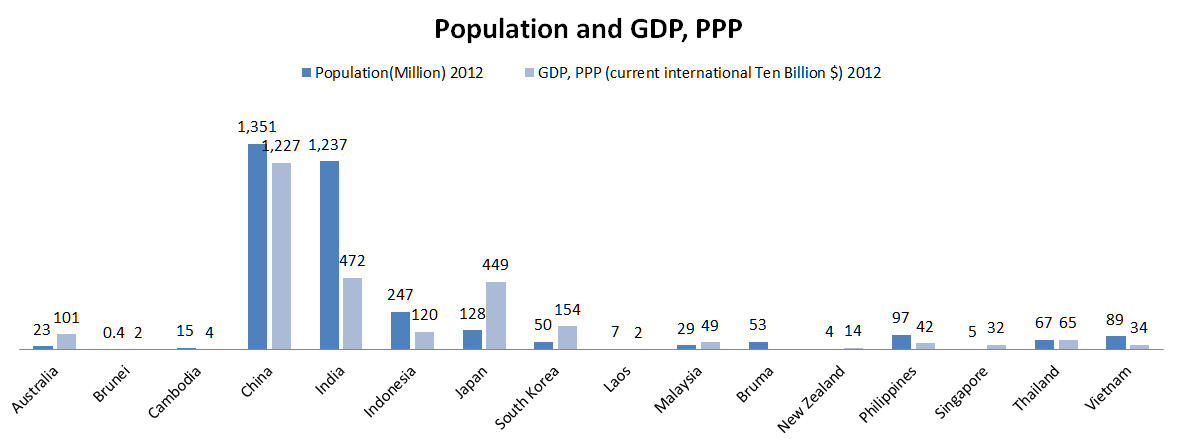
RCEP成員人口及GDP（購買力平價）（世界銀行）

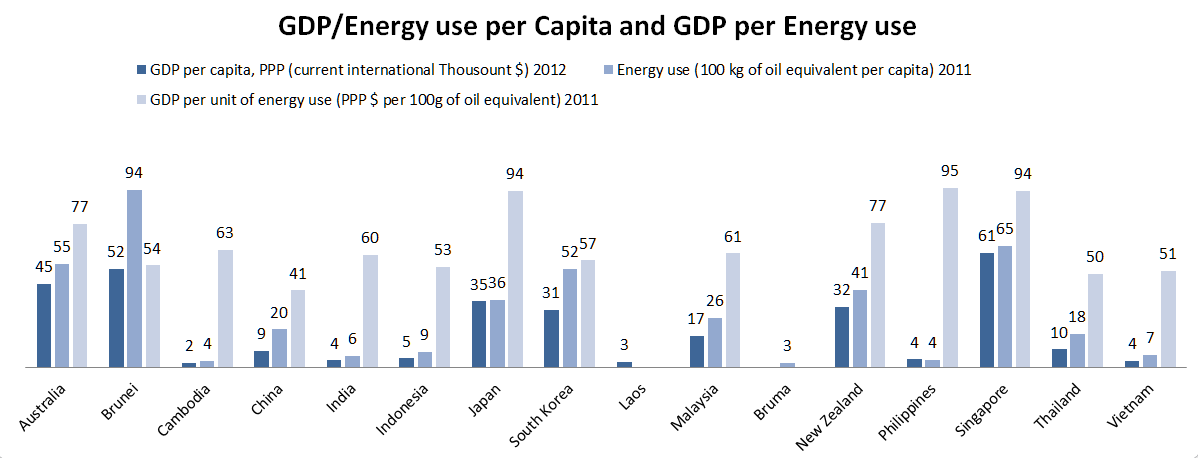
RCEP成員人均GDP（購買力平價）、能源消耗，以及單位能耗GDP（世界銀行）

## 与其他自由贸易协定的关系

### 与跨太平洋伙伴关系协定
根据新加坡政府网站的说法，RCEP和跨太平洋伙伴关系协定（TPP）相似，是亚太地区一个通向自由贸易的可行之路，也会对全球贸易改革提供助力。RCEP和TPP都是宏大的自由贸易区域并且将提高谈判的综合化，因为这个涉及到了很多参与者和区域。RCEP和TPP是区域整合的相互补充且增强的平行双轨。和泛太平洋伙伴关系协定（TPP）不一樣的是，RCEP允許成員國還免除某些貨物的關稅削減，以保護當地個別行業，並給予發展中國家更多的時間來遵守發達國家成員的目標。
2017年1月，由於美國總統唐納德·特朗普正式簽署命令退出TPP，有意參與TPP的各方對於TPP感到失望，一些TPP成員例如智利、秘鲁开始關注RCEP，将其视为TPP可能的替代品。美国退出TPP后，澳大利亚贸易部长席奥博表示希望中華人民共和国等亚洲国家加入拯救TPP。1月24日中华人民共和国外交部新闻发布会上，有记者多次提问发言人华春莹有关加入TPP的表态，华春莹对加入TPP的可能性和美国退出TPP的行为均不置可否，但重申了对于建立亚太自贸区和加快RCEP协定谈判的支持。

#### CPTPP与RCEP成员对比
| RCEP 仅加入区域全面经济伙伴关系协定的成員 | RCEP+CPTPP 同时加入两个自由贸易协定的成員  | CPTPP 仅加入全面与进步跨太平洋伙伴关系协定的成員                                   |
| --- | ------------------------------------------ | ---------------------------------------------------------------------------------- |
| - 中华人民共和国 · （仅限中国内地省区） - 印度尼西亞 - 菲律賓 - 泰國 - 緬甸 - 柬埔寨 - 印度 · （印度于2019年11月4日退出谈判，但RCEP为其保留特殊地位） | - 日本 - 越南 - 马来西亚 - 新加坡 - 新西兰 | - 美国 · （美国于2017年1月23日退出TPP协议） - 加拿大 - 墨西哥 - 智利 - 秘魯 - 英国 |

### 与中日韩自由贸易区的关系
尽管区域全面经济伙伴关系协定是以东盟为主要发起者，但此次协议影响到中日韩的经贸关系。早在2012年中国大陸和韩国就正式启动自贸区谈判，并在2015年签署中韩自由贸易区协议、2016年正式生效。受中日关系、日韩关系影响，日本则将精力全部投入到美国为主导的跨太平洋战略经济伙伴关系协议（TPP）。美国于2017年1月23日退出该协定后，日本接手主导并将其改组成“全面与进步跨太平洋伙伴关系协定”（CPTPP），并在2018年3月8日与剩余11国在智利首都圣地亚哥签署该协议。协议于同年12月30日正式生效。
此次RCEP签署，意味着中国大陸与日本、日本与韩国首次，同时也是间接地达成了关税减免协定。2019年4月，中日韩自由贸易区第15轮谈判上，三方一致同意打造“RCEP+”自贸协定，体现在货物贸易领域、服务贸易和投资、规划领域等方面进行进一步磋商。三方表示不会把RCEP达成的协议直接放在中日韩自贸协定中，而会共同分别推进两个协议进程。

## 各方反应

### 中國大陸
中華人民共和国总理李克强在协定签署后称这是多边主义和自由贸易的胜利，「這是區域經濟一體化的重要里程碑。该协议表明多邊主義和自由貿易是世界經濟發展和人類发展的正確道路。」
中華人民共和国商务部新闻发言人高峰表示，将根据RCEP关于新成员加入的规定和香港发展的实际需要，支持香港尽早加入RCEP。

### 香港
香港行政長官林郑月娥表示，作为单独的关税地区和世界贸易组织成员，香港支持《区域全面经济伙伴协定》的宗旨，期望能早日加入。据台湾《中央通讯社》的报道，香港已與東盟、紐西蘭、中國大陸和澳大利亞簽署自由貿易協定。有分析认为香港作為亞洲區域的國際仲裁中心，金融中心與貿易中心可在RCEP中起到積極的作用；同时对于重构区域供应链也有积极的作用。
2022年2月23日，据中国中央电视台报道，香港工业贸易署署長盧世雄称，香港特区政府已在2022年1月中旬正式申请加入《区域全面经济伙伴关系协定》，如果一切顺利，约在18个月后加入，但經歷超過兩年至2024年6月，香港仍未如願獲批加入。2024年時任特首李家超承認政治因素令香港未能加入RCEP。

### 澳門
澳門同香港一樣本身是自由港，且經濟並不仰賴出口貿易。目前澳門政府並未表態是否加入RCEP。但有分析认为，澳門作為亞洲第一賭城，在服務業具有更加開放的空間。

### 台灣
RCEP于2020年11月15日签署后，中華民國全國工業總會秘書長蔡練生认为RCEP会对台湾的三大传统产业（机械、纺织、工具机）产生冲击性影响，恐加速台灣傳統產業外移。同时認為因为台湾既没有加入「區域全面經濟夥伴關係協定」（RCEP），也没有加入「跨太平洋夥伴全面進步協定」（CPTPP），台湾恐被進一步“边缘化”。而前民進黨立法委員沈富雄則認為台灣傳統產業在面對RCEP的時候，只有遷廠或者是關廠兩條路可走。
中華民國經濟部部長王美花表示，RCEP對台灣衝擊不大。並表示稱台灣產品十多年來已在RCEP成員市場面對競爭，廠商透過產業調整、多元佈局與提升產品競爭力等策略，已逐步因應調適，在主要東協國家的進口占有率是逐步成長的狀況。同時還指出說要盡快加入CPTPP。不過對此台北市市長柯文哲則認為RCEP進不去，加入CPTPP也是大概沒機會。

### 美國
据路透社报道，在RCEP签署前的2020年11月13日，美国负责日本与韩国事务的副国务卿马尔科·克纳佩呼吁日本和韩国不要顾虑与中国大陸的经贸关系，鼓励日韩雙方在民族宗教、涉及香港和台湾的问题上积极地反对中国大陸。另据11月17日的报道，美國商會歡迎新簽署的（RCEP）帶來的貿易自由化好處，但認為其有缺點，不建议美国政府加入這個新的貿易同盟。
根据《日本经济新闻》的报道，在發表2020年美國總統大選胜选以來的首次經濟演說後，美國總統當選人乔·拜登被在场記者問到是否考慮加入RCEP时称：美國應與其他民主國家結盟，以開始制定規則，「而非讓中國和其他國家決定結局」，同时声称将在2021年1月21日宣布新的计划 ，并担忧美國將被遠遠拋在後頭 。
美国前国务卿亨利·基辛格在2020年彭博創新經濟論壇开幕致辞中，警告中美双方现阶段的冲突将“堪比第一次世界大战”，并呼吁拜登上任后尽快重建中美对话机制。。

### 德國
据《德国之声》报道，德国联邦外贸协会（BGA）主席伯尔纳（Anton Börner）认为RCEP将不利于德国，并表示：“在这一世界最大的自贸区的其它14个国家，中国企业未来将获得更便利的市场准入，同时意味着德国企业的销售条件相对变差。”他同时认为中国大陸还由此获得机会，在很大程度上决定这一经济区域的贸易规则。
德国执政党基民盟/基社盟联邦议院党团外交政策发言人哈特（Jürgen Hardt）表示，这一协定必须被视为“对欧洲敲响的警钟”，欧盟不能再继续把自贸谈判向后推延，“否则其它国家就会制定标准，让欧洲人落在后面”。但德国经济部长彼得·阿爾特邁爾对RCEP表示欢迎。并认为RCEP是“对自由的和建立在规则基础上的世界贸易的一大重要贡献“。

### 日本
据NHK报道，日本首相菅义伟在峰会上呼籲与会有關國家展开合作，以擴大自由和公平的經濟贸易區。同时，他还呼籲印度尽快加入该协议。
另据NHK报道，日本經濟團體聯合會會長中西宏明認爲RCEP的簽署「有助於該地區的貿易和投資擴大，並將帶來進一步的繁榮與穩定，這對於實現自由和開放的國際經濟秩序非常重要。」日本經濟同友會秘書長櫻田謙吾则說：「雖然中美衝突和貿易保護主義傾向給世界經濟蒙上了陰影，但對亞太國家來說，團結起來並提高經濟合作的意義重大。」日本商工會議所主席三村明夫認爲該協定有助於日企在亞洲的供應鏈得到强化，並評價稱「高度肯定」。日本貿易會會長小林健對協議表示肯定，並呼籲日本政府與印度展開對話，推動印度加入協議。

### 新加坡
新加坡总理李显龙在RCEP签署后发表的谈话中，认为在多邊主義正失去優勢，以及全球增長放緩的期間，RCEP是全世界邁出的重大一步。并同时认为RCEP的签署有助於強化區域和平及安全。同时对于2020年美国总统大选当选人乔·拜登发表的要组建“民主同盟”一事，李显龙在2020年彭博創新經濟論壇（Bloomberg New Economy Forum）开幕致辞上指出说：“沒有多少國家願意加入一個會排除其他國家的聯盟，尤其是一個沒有中國的聯盟。”并明言新加坡會拒絕任何以冷戰形式，尋求令各國陷入分裂的嘗試。

### 越南
越南總理阮春福表示：「RCEP將有利于經濟復甦，並為所有有關國家的企業和人民帶來繁榮。」

### 南韓
韩国总统文在寅在RCEP峰会上表示：「该协议向世界展示了自由貿易的重要性，具有重大意義。」并呼吁各国「通過RCEP促進经济交流與合作，以此克服新冠病毒导致的经济衰退。」韓國產業通商資源部则表示該協議的重要意義之一是它將成為韩日间的首個自由貿易協議。

### 印度尼西亞
印度尼西亞总统佐科·維多多表示RCEP「为經濟復甦帶來了新希望」，並呼籲印度加入该协议。

### 印度
2020年11月15日，在RCEP签署后，各RCEP成员发表「區域全面經濟夥伴關係協定領導人會議共同宣言」，其中再次呼吁印度重新加入该协议。印度外交部一位高級官員在新聞發布會上表示，印度目前暂时不会加入该协议。另据印度《经济时报》在11月17日的报道，印度官员称目前将重点放在与美国和欧盟的经济协定。
目前RCEP对印度加入保持开放。印度可以在任何时候申请重新加入谈判，而RCEP签署方将启动与印度的谈判。

### 孟加拉国
孟加拉国已经申请加入RCEP。

### 斯里兰卡
2023年5月28日，斯里兰卡总统维克勒马辛哈宣布将申请加入RCEP。

### 英国
2023年8月，英国外交事务专责委员会向英国政府表态，作为英国的“印太战略”部分，应当积极寻求与区域全面经济伙伴关系协定及印太经济框架各成员国对接，并积极研究申请加入的可能性。

### 智利
2024年6月14日，智利外交部提交了加入RCEP的正式申请。